# Liste des titres musicaux numéro un en France en 1985
Cette page liste les singles et les albums classés numéro un des ventes de disques en France par le Syndicat national de l'édition phonographique pour l'année 1985,.
Le classement des singles (Top 50) est hebdomadaire, celui des albums (Top 20) est mensuel.

## Classement des singles
| Semaine | Sortie        | Artiste                               | Titre                        | Certification |
| ------- | ------------- | ------------------------------------- | ---------------------------- | ------------- |
| 1       | 6 janvier     | Peter et Sloane                       | Besoin de rien, envie de toi | Platine       |
| 2       | 13 janvier    | Peter et Sloane                       | Besoin de rien, envie de toi | Platine       |
| 3       | 20 janvier    | Ray Parker Jr                         | Ghostbusters                 | Platine       |
| 4       | 27 janvier    | Ray Parker Jr                         | Ghostbusters                 | Platine       |
| 5       | 3 février     | Jermaine Jackson et Pia Zadora        | When the Rain Begins to Fall | Platine       |
| 6       | 10 février    | Jermaine Jackson et Pia Zadora        | When the Rain Begins to Fall | Platine       |
| 7       | 17 février    | Ray Parker Jr                         | Ghostbusters                 | Platine       |
| 8       | 24 février    | Jermaine Jackson et Pia Zadora        | When the Rain Begins to Fall | Platine       |
| 9       | 3 mars        | Ray Parker Jr                         | Ghostbusters                 | Platine       |
| 10      | 10 mars       | Al Corley                             | Square Rooms                 | —             |
| 11      | 17 mars       | Al Corley                             | Square Rooms                 | —             |
| 12      | 24 mars       | Al Corley                             | Square Rooms                 | —             |
| 13      | 31 mars       | Jeanne Mas                            | Johnny, Johnny               | Or            |
| 14      | 7 avril       | Jeanne Mas                            | Johnny, Johnny               | Or            |
| 15      | 14 avril      | Al Corley                             | Square Rooms                 | —             |
| 16      | 21 avril      | Jeanne Mas                            | Johnny, Johnny               | Or            |
| 17      | 28 avril      | Jeanne Mas                            | Johnny, Johnny               | Or            |
| 18      | 5 mai         | USA for Africa                        | We Are the World             | Platine       |
| 19      | 12 mai        | USA for Africa                        | We Are the World             | Platine       |
| 20      | 19 mai        | USA for Africa                        | We Are the World             | Platine       |
| 21      | 26 mai        | Chanteurs sans frontières             | Éthiopie                     | Platine       |
| 22      | 2 juin        | Chanteurs sans frontières             | Éthiopie                     | Platine       |
| 23      | 9 juin        | Chanteurs sans frontières             | Éthiopie                     | Platine       |
| 24      | 16 juin       | Chanteurs sans frontières             | Éthiopie                     | Platine       |
| 25      | 23 juin       | Chanteurs sans frontières             | Éthiopie                     | Platine       |
| 26      | 30 juin       | Chanteurs sans frontières             | Éthiopie                     | Platine       |
| 27      | 7 juillet     | Chanteurs sans frontières             | Éthiopie                     | Platine       |
| 28      | 14 juillet    | Chanteurs sans frontières             | Éthiopie                     | Platine       |
| 29      | 21 juillet    | Opus                                  | Live Is Life                 | —             |
| 30      | 28 juillet    | Opus                                  | Live Is Life                 | —             |
| 31      | 4 août        | Opus                                  | Live Is Life                 | —             |
| 32      | 11 août       | Opus                                  | Live Is Life                 | —             |
| 33      | 18 août       | Opus                                  | Live Is Life                 | —             |
| 34      | 25 août       | Opus                                  | Live Is Life                 | —             |
| 35      | 1er septembre | Opus                                  | Live Is Life                 | —             |
| 36      | 8 septembre   | Baltimora                             | Tarzan Boy                   | Or            |
| 37      | 15 septembre  | Baltimora                             | Tarzan Boy                   | Or            |
| 38      | 22 septembre  | Baltimora                             | Tarzan Boy                   | Or            |
| 39      | 29 septembre  | Baltimora                             | Tarzan Boy                   | Or            |
| 40      | 6 octobre     | Baltimora                             | Tarzan Boy                   | Or            |
| 41      | 13 octobre    | Century                               | Lover Why                    | Or            |
| 42      | 20 octobre    | Century                               | Lover Why                    | Or            |
| 43      | 27 octobre    | Century                               | Lover Why                    | Or            |
| 44      | 3 novembre    | Century                               | Lover Why                    | Or            |
| 45      | 10 novembre   | Century                               | Lover Why                    | Or            |
| 46      | 17 novembre   | Century                               | Lover Why                    | Or            |
| 47      | 24 novembre   | Century                               | Lover Why                    | Or            |
| 48      | 1er décembre  | Jean-Jacques Goldman et Michael Jones | Je te donne                  | Or            |
| 49      | 8 décembre    | Jean-Jacques Goldman et Michael Jones | Je te donne                  | Or            |
| 50      | 15 décembre   | Jean-Jacques Goldman et Michael Jones | Je te donne                  | Or            |
| 51      | 22 décembre   | Jean-Jacques Goldman et Michael Jones | Je te donne                  | Or            |
| 52      | 29 décembre   | Jean-Jacques Goldman et Michael Jones | Je te donne                  | Or            |

## Classement des albums
| Mois      | Artiste              | Titre                 |
| --------- | -------------------- | --------------------- |
| Janvier   | Sade                 | Diamond Life          |
| Février   | Sade                 | Diamond Life          |
| Mars      | Michel Sardou        | Io Domenico           |
| Avril     | Michel Sardou        | Io Domenico           |
| Mai       | USA for Africa       | We Are the World      |
| Juin      | Dire Straits         | Brothers in Arms      |
| Juillet   | Dire Straits         | Brothers in Arms      |
| Août      | Dire Straits         | Brothers in Arms      |
| Septembre | Dire Straits         | Brothers in Arms      |
| Octobre   | Jean-Jacques Goldman | Non homologué         |
| Novembre  | Compilation          | Le Disque des records |
| Décembre  | Jean-Jacques Goldman | Non homologué         |